# Ungarische Eishockeyliga 1948/49
Die Saison 1948/49 war die zwölfte Spielzeit der ungarischen Eishockeyliga, der höchsten ungarischen Eishockeyspielklasse. Meister wurde zum insgesamt dritten Mal in der Vereinsgeschichte MTK Budapest.

## Modus
In der Hauptrunde absolvierte jede der fünf Mannschaften insgesamt acht Spiele. Der Erstplatzierte der Hauptrunde wurde Meister. Für einen Sieg erhielt jede Mannschaft zwei Punkte, bei einem Unentschieden gab es einen Punkt und bei einer Niederlage null Punkte.

## Hauptrunde

### Tabelle
|    | Klub             | Sp | S | U | N | Tore  | Punkte |
| -- | ---------------- | -- | - | - | - | ----- | ------ |
| 1. | MTK Budapest     | 8  | 8 | 0 | 0 | 73:1  | 16     |
| 2. | Ferencvárosi TC  | 8  | 6 | 0 | 2 | 58:16 | 12     |
| 3. | BKE Budapest     | 8  | 4 | 0 | 4 | 22:40 | 8      |
| 4. | Meteor Mallerd   | 8  | 2 | 0 | 6 |       | 4      |
| 5. | Budapesti Postás | 8  | 0 | 0 | 8 |       | 0      |

Sp = Spiele, S = Siege, U = unentschieden, N = Niederlagen, OTS = Overtime-Siege, OTN = Overtime-Niederlage, SOS = Penalty-Siege, SON = Penalty-Niederlage